# 羅薩里奧鎮 (科爾多瓦省)

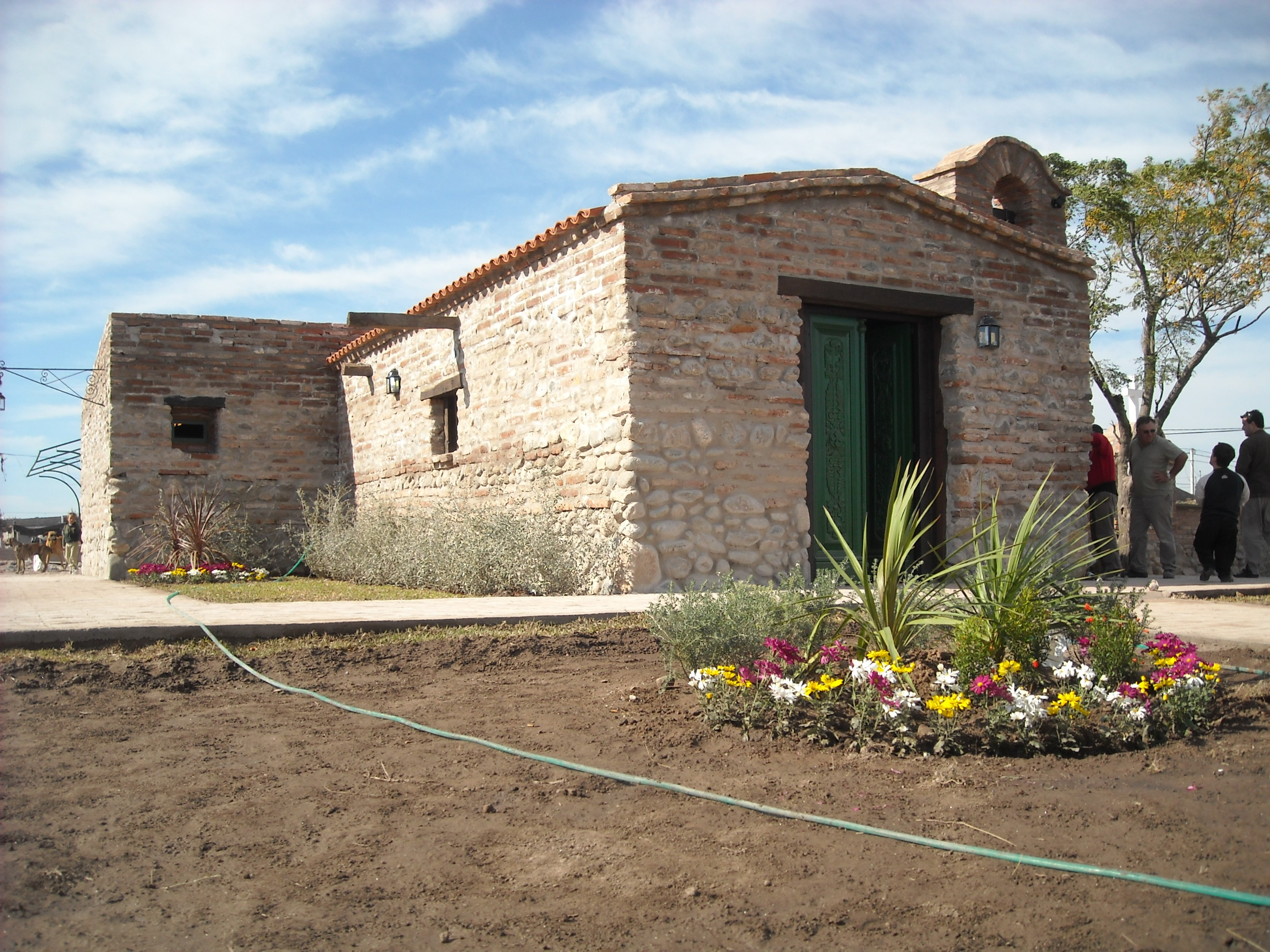
羅薩里奧鎮

31°35′S 63°32′W / 31.583°S 63.533°W
羅薩里奧鎮（西班牙語：Villa del Rosario）是阿根廷中部科爾多瓦省的城鎮，是里奧塞貢多縣的首府，處於塞貢多河南岸，該城鎮海拔高度248米，2001年人口13,741。